# Юнус-паша
Юнус-паша (тур. Yunus Pasha) (помер 13 вересня 1517 р.) — османський державний діяч, великий візир Османської імперії у 1517 році, прослуживши з 30 січня до смерті 13 вересня.

## Біографія
Юнус був албанського чи болгарського походження. Він був прийнятий в систему девшірме (відібраний у сім'ї та навернений в іслам) в молодому віці. Юнус виховувався, щоб стати яничарем, зрештою став агою (верховним командиром) яничарського корпусу. У 1511 р. він став візиром у дивані (османський уряд) та бейлербеєм еялету Анатолія.
Юнус-паша відіграв велику роль у Османсько-мамлюцькій війні (1516–17). Після перемоги в битві при Мардж Дабіку в 1516 році Юнус-паша з османськими військами вторгся до міста Алеппо, звідти у міста Хаму, Хомс і Дамаск. Після битви при Райданіє 1517 року він підійшов до єгипетського міста Каїр зі своїми яничарськими силами, а після триденної облоги захопив його.
30 січня 1517 року, через вісім днів після загибелі попереднього великого візира Хадима Сінана-паші в бою під час битви при Райданіє,  Юнус-пашу було призначено великим візиром. Пізніше його призначили ще й губернатором Єгипту. На цій подвійній посаді Юнус-паша нібито займався хабарництвом. Після того, як звістка про корупцію дійшла до султана Селіма I, губернаторство Юнус-паші було скасовано та передано Хайиру Бею, залишивши Юнус-пашу лише посаду великого візира.
Вважають, що султан Селім I стратив Юнус-пашу за те, що він образив черкеську етнічну приналежність свого наступника губернатора Хайир Бея. Той був призначений на пост, незважаючи на те, що саме Юнус-паша завоював Єгипет для Османської імперієї. Якою б не була причина, Юнус-паша був обезголовленний 13 вересня 1517 року.

## Особисте життя
Він був одружений з Аслихан Султан, дочкою Сельчук Хатун, онукою султана Баєзида II.